# دیچلینگ
دیچلینگ (به انگلیسی: Ditchling) یک روستا و محله مدنی در بریتانیا است که در Lewes واقع شده‌است. دیچلینگ ۱۵٫۴۹ کیلومتر مربع مساحت و ۲٬۰۸۱ نفر جمعیت دارد.